# Woodridge (Illinois)
Woodridge é uma aldeia localizada no estado americano de Illinois, no Condado de Cook, Condado de DuPage e Condado de Will.

## Demografia
Segundo o censo americano de 2000, a sua população era de 30.934 habitantes.
Em 2006, foi estimada uma população de 34.386, um aumento de 3452 (11.2%).

## Geografia
De acordo com o United States Census Bureau tem uma área de 21,7 km², dos quais 21,6 km² cobertos por terra e 0,1 km² cobertos por água.

## Localidades na vizinhança
O diagrama seguinte representa as localidades num raio de 8 km ao redor de Woodridge.